# Événements dans les centres urbains de la Palestine mandataire en 1948
Pour un article plus général, voir Guerre civile de 1947-1948 en Palestine mandataire.
Les événements dans les centres urbains de la Palestine mandataire en 1948 sont des affrontements de plus en plus violents qui eurent lieu dans les villes mixtes de Palestine (Jérusalem, Haïfa, Safed, Acre, Tibériade et Beisan) et à Jaffa durant les 6 derniers mois du mandat britannique et qui opposèrent les communautés juive et arabe.
De décembre 1947 à début avril 1948, les combats font plusieurs milliers de morts dans les deux camps. À partir d’avril, à la suite de la mise en œuvre du Plan Daleth, les forces juives prennent le contrôle de toutes les villes mixtes situées sur les territoires attribués au futur Israël par le Plan de partage ainsi que de plusieurs villes mitoyennes à ceux-ci. Près de 95 % des habitants arabes fuient ou sont expulsés de ces zones.
À Jérusalem, située au cœur du territoire arabe, la communauté juive est assiégée et reste isolée avant l’entrée en guerre des armées arabes.

## Contexte
Pour des articles plus généraux, voir Protagonistes de la guerre de Palestine de 1948 et Guerre civile de 1947-1948 en Palestine mandataire.
Depuis 1920, la Palestine est sous contrôle et administration britanniques mais le pays est l’objet d’un combat entre les nationalismes juif sioniste et arabe palestinien qui s’opposent l’un à l’autre ainsi qu’à l'« occupant » britannique.
La lutte palestinienne culmine avec la Grande révolte de 1936-1939. Menée par les nationalistes palestiniens, elle s’oppose à la fois au sionisme, à la présence britannique en Palestine et aux hommes politiques palestiniens se réclamant d’un nationalisme panarabe. La répression britannique est sanglante et la réaction des organisations sionistes violente. À son terme, les nationalistes palestiniens obtiennent toutefois des Britanniques une diminution draconienne de l’immigration juive traduite par le Livre blanc de 1939. Mais les conséquences sont lourdes. La révolte a fait près de 5000 morts côté arabe et 500 côté juif. Les différentes organisations sionistes paramilitaires se sont renforcées et la plupart des membres de l’élite politique palestinienne ont été arrêtés et contraints à l’exil. Parmi ceux-ci, le chef du Haut Comité arabe, Hadj Amin al-Husseini se réfugie en Allemagne nazie où il cherche un soutien à sa cause.
Après la Seconde Guerre mondiale, à la suite du drame de la Shoah, le mouvement sioniste attire la sympathie. En Palestine, les groupes de la droite sioniste mènent à leur tour une campagne de violence contre l’« occupation » britannique ponctuée de nombreux attentats. Les nationalistes palestiniens se réorganisent mais restent très en retard par rapport aux sionistes. Toutefois, l’affaiblissement des puissances coloniales a renforcé les pays arabes et la Ligue arabe récemment formée reprend à son compte les revendications nationalistes palestiniennes et leur sert de porte-parole.
La diplomatie ne parvient pas à concilier les points de vue. Le 18 février 1947, les Britanniques annoncent l’abandon de leur mandat sur la région. Le 29 novembre 1947, l’Assemblée générale des Nations unies vote un Plan de partage de la Palestine avec le soutien des grandes puissances mais sans le soutien des Britanniques et contre l’ensemble des pays arabes. Le lendemain, la guerre civile éclate en Palestine et la violence entre Juifs et Arabes de Palestine va aller croissant.

## Montée de la violence

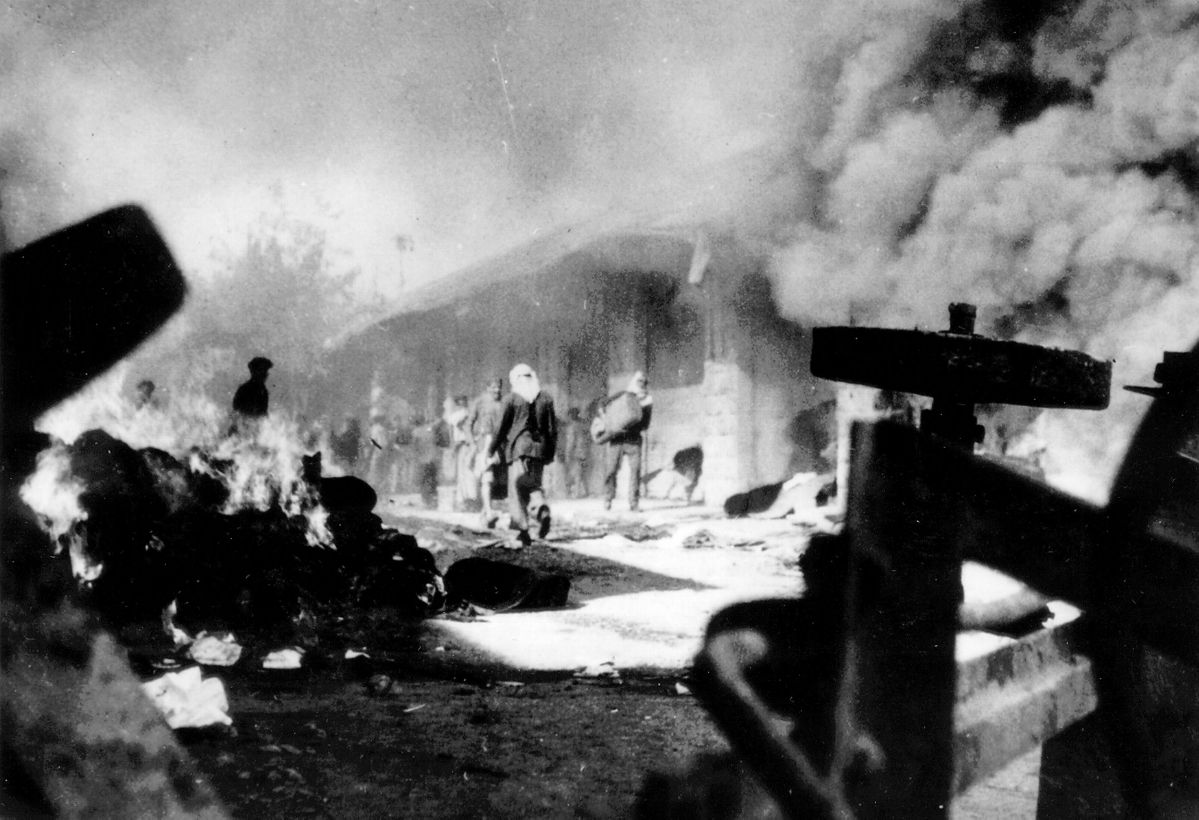
Attaque du quartier commercial juif de Jérusalem le 2 décembre 1947

Dès le lendemain de l’annonce de l’adoption du plan de partage, des échauffourées isolées se produisent à Jérusalem. Le 1er décembre, deux bus sont attaqués sur la route Tel-Aviv - Jérusalem, près de Lydda. 7 passagers juifs sont tués ce jour-là. Le 2 décembre, un centre commercial juif situé dans la Vieille ville de Jérusalem est ravagé par des manifestants,,.
Des tireurs isolés échangent des tirs à Haïfa et des attaques sont lancées dans les faubourgs entre Tel-Aviv et Jaffa. Le 8 décembre, la première attaque d'envergure prend place. Hassan Salameh à la tête de plusieurs centaines d'irréguliers arabes se lance à l'attaque du quartier Hatikvah de Tel-Aviv. Ils sont repoussés par la Haganah et par des policiers juif. Les combats se soldent par la mort de 60 arabes et 2 Juifs. Pendant les deux premières semaines de décembre, des attaques sont menées contre les colonies juives dans le Nord, sur la côte ainsi que sur les routes reliant les grandes villes.
En date du 11 décembre, le correspondant du Times à Jérusalem fait état de 130 morts à la suite des manifestations à Jaffa, 70 Juifs, 50 Arabes, 3 soldats et 1 policier britanniques. Des tentatives d’appel au calme ont lieu. Ainsi, le 9 décembre, un cessez-le-feu est conclu entre les maires des deux villes mitoyennes de Jaffa et Tel-Aviv mais il n’est pas respecté sur le terrain.
La situation s’emballe. On assiste à une « spirale de représailles et de contre-représailles ». Le 12 décembre, l’explosion d’une voiture piégée dans la Vieille Ville de Jérusalem tue 20 Arabes et en blesse 5. Le 14 décembre, la Légion arabe attaque un convoi de bus transportant des civils à Beit Nabala, tuant 12 Juifs ou 14 (New York Times). Le 18 décembre, la Haganah lance une action de représailles contre le village d’Al-Khisas, tuant 8 Arabes ou 10 dont 5 enfants (New York Times).

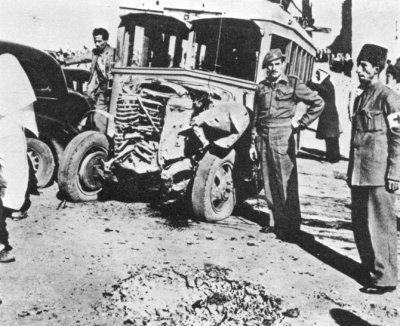
Bus calciné après un attentat de l’Irgoun le 29 décembre 1947. 7 Palestiniens sont tués.

Le 30 décembre, à Haifa, des membres de l’Irgoun lancent deux bombes dans une foule d’ouvriers arabes faisant la queue devant une raffinerie, tuant 6 d’entre eux et en blessant 42. La foule en colère tue en représailles 39 Juifs avant que les soldats britanniques ne rétablissent le calme (The Palestine Post). En contre-représailles, le 31 décembre, des soldats du Palmach et de la brigade Carmel attaquent le village de Balad-al-Sheikh et de Hawassa. Selon les auteurs, ils y font entre 21 et 70 morts, en chassent de nombreux habitants, ou tuent tous les hommes des 2 villages ainsi que bon nombre de femmes et d’enfants,. D’autres sources parlent de 60 victimes dont « vraisemblablement » 12 morts (mideastweb.org).
Alors que la situation s’était calmée à Jaffa, le 4 janvier, le Lehi organise un attentat à la voiture piégée près du quartier général d'al-Najjada (il s’agit en fait de la maison communale ou Saraya), tuant 15 Arabes et en blessant 80 dont 20 gravement. 
Dans la nuit du 5 au 6 janvier, une section de la Haganah composée de 4 artificiers couverts par 10 combattants fait exploser l’hôtel Semiramis à Qatamon, dans la banlieue de Jérusalem. La Haganah pense que plusieurs commandants irréguliers y vivent et que la milice locale y a établi son quartier général. D’après Morris, 24 personnes dont peut-être des irréguliers irakiens sont tuées.Pour Lapierre et Colins, ce sont 36 personnes dont des civils et au moins un enfant qui trouvent la mort dans l’explosion. Le vice-consul espagnol, Manuel Allende Salazar figure au nombre des victimes. Les autorités mandataires condamnent l’attentat en le qualifiant d’« offense à la civilisation ». Ben Gourion démet de ses fonctions l’officier responsable des opérations à Jérusalem, Mishael Shechter, (The Palestine Post) et le remplace par David Shealtiel.

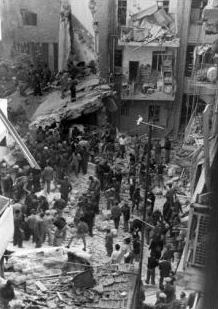
Rue Ben Yehuda après l’attentat du 22 février 1948

Le 7 janvier, à un arrêt de bus, Porte de Jaffa à Jérusalem, quatre membres de l’Irgoun lancent une bombe dans la foule arabe et tuent 17 personnes. Ils s’enfuient au moyen d’une voiture blindée volée aux Britanniques mais ils ont un accident et doivent continuer à pied. Trois sont tués par les Britanniques et le dernier, blessé est fait prisonnier. 
Le 9 janvier, un raid est lancé par 300 bédouins d'origine syrienne contre le kibboutz de Kfar Szold probablement en riposte au raid du Palmach du 18 décembre contre al-Khisas. Ils sont repoussés avec l'aide des Britanniques. Les combats font 1 mort et 4 blessés dans le camp de la Haganah et 24 morts et 67 blessés chez les bédouins.
Le 22 février, à Jérusalem, les hommes d’Hadj Amin al-Husseini organisent à l’aide de déserteurs britanniques un triple attentat à la voiture piégée qui vise les bureaux du journal The Palestine Post, le marché de la rue Ben Yehuda et l’arrière-cour des bureaux de l’Agence juive, faisant respectivement 22, 53 et 13 morts Juifs ainsi que des centaines de blessés,.
Le 28 février, le Palmach commet un attentat à la voiture piégée dans un garage de la Haïfa arabe faisant 30 morts et 70 blessés dans le camp arabe.
Le 29 février, en représailles des attentats du 22, le Lehi mine la voie de chemin de fer Le Caire-Haïfa au nord de Rehovot, provoquant la mort de 28 soldats britanniques et en blessant 35. Il aurait réitéré l’opération le 31 mars près de Césarée, provoquant la mort de 40 personnes et en blessant 60, pour la plupart des civils arabes.
Un Rapport Spécial de la Commission des Nations unies pour la Palestine destiné au Conseil de sécurité et daté du 16 février 1948 fait état de « l’extrême gravité de la situation et de la dégradation des conditions en Palestine. (…) Tant le futur du bien-être du peuple de Palestine que l’autorité et l’efficacité des Nations unies sont concernés ». Les auteurs craignent une intensification des troubles, qualifient les attentats de l’Irgoun et du Lehi d’ « actes irresponsables de violence » et notent la complexification du problème par le fait que les Autorités mandataires sont engagées dans la liquidation de l’administration et l’évacuation de leurs troupes.
Sur la période de décembre 1947 et janvier 1948, le rapport décompte de 869 morts (46 Britanniques, 427 Arabes, 381 Juifs et 15 autres) et 1909 blessés (135 Britanniques, 1035 Arabes, 725 Juifs et 14 autres). La violence franchit encore un pas supplémentaire avec le déclenchement de la « guerre des routes » et l’entrée de l’Armée de libération arabe en Palestine. Fin mars, un rapport fait état de 2037 morts (895 Juifs, 991 Arabes, 113 soldats et policiers britanniques tués et 38 autres ou non identifiés). Le nombre total de blessés se monte à 4275.

## Exode palestinien

### Jérusalem

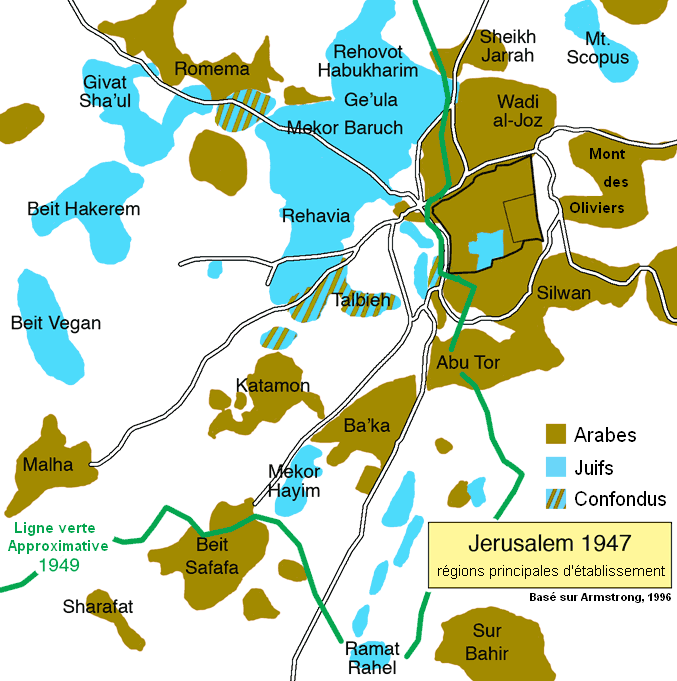
Répartition des populations à Jérusalem en 1947

Jérusalem est une ville mixte d’environ 100 000 Juifs et 50 000 Arabes. Elle est isolée des autres agglomérations juives et entourée de villages et de bourgs arabes totalisant 35 000 à 40 000 habitants arabes. Elle fut un enjeu majeur de la guerre de 1948.
Les habitants arabes y quittent principalement les combats (voir ci-dessous) et les conditions de vie qui découlent de la guerre civile, dont le rationnement et la corruption.
Le quartier arménien ainsi que les maisons bordant le quartier juif de la Vieille Ville et certains villages des alentours de la ville sont évacués tandis que des miliciens arabes ou des hommes d’Abdel Kader al-Husseini viennent les occuper ou y combattre,. 
À Qatamon, les habitants juifs partent au tout début de la guerre puis, à la suite des combats incessants depuis décembre et surtout à la suite de l’explosion de l’hôtel Semiramis, cause principale de la fuite des habitants. Lifta, au nord sur la route de Ramallah et Romema, à l’ouest sur la route vers Tel-Aviv sont le théâtre de combats journaliers entre miliciens arabes et juifs. Fin décembre, ils font l’objet de nombreux raids de la part de la Haganah, de l’Irgoun et du Lehi et sont totalement évacués par leurs habitants. Sheikh Badr est évacué le 19 janvier par les Britanniques à la suite des raids de représailles provoqués par des tirs de snipers. En février, toujours à la suite des combats, seules trois familles arabes restent à Talbiye sur les 60-70 qui y ont vécu. Le 13 février, les habitants de Beit Safafa abandonnent le village quelques jours après un raid de la Haganah où le chef de la milice locale est tué. À Sheikh Jarrha, les habitants fuient à la suite des attaques de la Haganah et de l’Irgoun. À Musrara et Abu Tor, ils fuient lors de l’arrivée de volontaires syriens et de combattants [arabes] d’Hébron qui les rançonnent.

### Haïfa
Haïfa est une ville côtière mixte d’une importance économique et stratégique importante. Elle compte 145 000 habitants parmi lesquels 71 000 Arabes dont 41 000 musulmans et 30 000 chrétiens. Elle fait partie des villes attribuée aux Juifs par le plan de partition et est entourée d’implantations juives.
L’exode commence dès les premiers jours de décembre. Les habitants fuient principalement l’insécurité due aux combats (tirs de francs-tireurs, explosions) et la dégradation de la situation économique qui en découle. Début janvier, les Britanniques estiment le nombre d’Arabes ayant quitté Haïfa entre 15 000 et 20 000 ; chiffre également rapporté par un rapport du 23 décembre des services de renseignements de la Haganah.
Les Arabes sont paniqués par les attentats organisés par l’Irgoun et le Lehi,. Dès la fin décembre des troupes de l’Armée de libération s’infiltrent en ville. Des attentats sont organisés au cœur du « territoire ennemi » par les 2 camps. La Haganah organise des représailles de plus en plus importantes et mortelles. Elles provoquent l’intervention de troupes de la Légion arabe en garnison dans la ville. Le calme est rétabli par les Britanniques pour qui la ville est un point pivot dans leurs plans de retrait.
Les dirigeants arabes locaux (Comité national) prennent à plusieurs reprises l’initiative de négocier des trêves. Ils envoient une délégation au Caire auprès de Hadj Amin al-Husseini pour qu’il ordonne à ses hommes de stopper leurs attaques mais celui-ci leur fait comprendre que la situation globale du pays doit prendre le pas sur la situation locale. Ils se tournent également vers les autorités juives qui les refusent, déclarant que les autorités arabes n’ont pas le pouvoir de le faire respecter et estimant qu’il ne s’agit que d’un prétexte pour temporiser car la situation militaire est défavorable aux Arabes sur le terrain. Morris estime aussi que David Ben Gourion pense à ce moment qu’une trêve pourrait stopper l’exode. Il y a également des tensions importantes entre Musulmans et Chrétiens. Ces derniers reprochent la poursuite des combats et la mainmise des quartiers arabes par des gangs [de Musulmans].
Fin janvier 1948, le représentant de l’Agence juive à Haïfa estime le nombre d'arabes ayant fui la ville à 20 000 ; les représentants arabes à 25 000. À la fin mars, les estimations se montent à 5000 personnes supplémentaires,.
Parmi ceux-ci, on trouve la quasi-totalité des représentants du Comité national. En date du 28 mars, 11 parmi les 15 membres sont partis et les efforts du Président du Comité pour les faire revenir sont vains. Celui-ci quitte lui-même la Palestine début avril. Morris souligne à plusieurs reprises l’impact des événements sur le moral de la population palestinienne et notamment le [mauvais] exemple donné par les dirigeants arabes. Gelber, d’une manière générale, fait de l’effondrement de la société palestinienne la cause principale de la seconde vague des réfugiés.

### Jaffa
Jaffa est une ville côtière arabe prospère de 70 000 à 80 000 habitants. Elle est située juste au Sud de Tel-Aviv et a été attribuée aux Arabes par le Plan de partage. C’est en conséquence une enclave arabe au milieu de territoires sous le contrôle du Yishouv.
Des combattants de l’Armée de libération arabe et des volontaires des Frères musulmans ont renforcé la ville.
En février, les estimations du nombre de fuyards varient entre 15 000 et 25 000. Le comité national local essayera d’arrêter l’exode, notamment en imposant une taxe de départ qui sera collectée au port par les Frères Musulmans. Les milices locales iront jusqu’à menacer les fuyards d’expropriation voire de mort.

## Siège de Jérusalem
Les forces arabes qui combattent en Palestine sont divisées en 2 groupes. Fawzi al-Qawuqji à la tête de l'Armée de libération arabe prend position en Samarie et en Galilée ainsi que dans la plupart des villes mixtes. Abd al-Kader al-Husseini et Hassan Salameh, en tant que commandants de la Jihad al-Muqadas combattent le long de la route entre Tel-Aviv et Jérusalem qu'ils essaient de couper du reste des zones juives de Palestine.
Les Juifs organisent des convois de véhicules blindés afin de ravitailler Jérusalem et les implantations de la région. Ceux-ci sont systématiquement attaqués et subissent des pertes de plus en plus grandes. Fin mars, la tactique a payé. La quasi-entièreté du parc de véhicules blindés a été détruite et Jérusalem est complètement isolée.
La population de Jérusalem et son gouverneur juif, Dov Joseph considèrent que la situation est désespérée et demandent à Ben Gourion d'intervenir.
Début avril, les Juifs lancent l'opération Nahshon qui va libérer le siège de la ville permettre le passage de 3 larges convois de ravitaillement fournissant ainsi à la ville provisions et ravitaillement pour 8 semaines. C'est au cours de ces combats qu'Abd al-Kader al-Husseini trouve la mort dans le village de Qastel.
Ordre est alors donné à l'Armée de libération arabe de prendre position dans la zone et le 20 avril, la route à nouveau bloquée.
Début mai, Yigal Yadin lance l'opération Maccabée pour tenter d'élargir le couloir de Jérusalem et libérer la route pour lever le siège avant l'intervention annoncée des armées arabes. Des hommes des brigades Harel et Guivati ont alors l'occasion de prendre Latroun à la suite de son évacuation par l'armée de libération mais abandonnent la position.
Cette occasion manquée coutera cher à Israël. Latroun domine la route de Jérusalem et sera occupée par la Légion arabe dès le 17 mai, fermant complètement l'accès de la ville aux Juifs. Les 6 assauts que lanceront les forces israéliennes se solderont par un échec mais les Juifs trouveront un autre passage à travers les montagnes, hors de portée de l'artillerie arabe et qu'ils aménageront pour permettre aux convois de ravitailler la ville en provisions, matériel et hommes.

## Attaques des localités mixtes par la Haganah

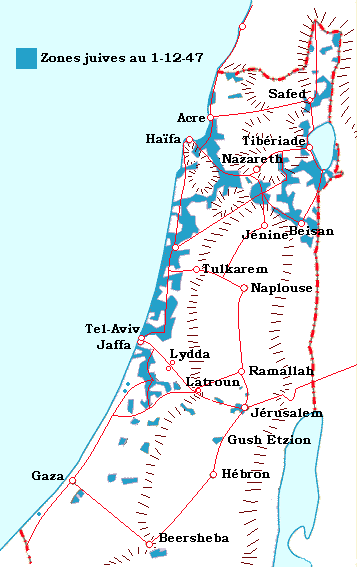
Zones d’implantation juive et routes de Palestine le 1er décembre 1947

Le plan Daleth prévoit d’assurer la continuité territoriale dans les zones allouées aux Juifs par le Plan de Partage de l’ONU. Dans cette optique, les localités mixtes présentes dans ces zones, ainsi que Jaffa et Acre, vont être attaquées ou assiégées par les Juifs. Leur conquête s’accompagnera de l’exode d’une grande partie de la population palestinienne.

### Tibériade
Tibériade est une ville portuaire située sur la côte ouest du lac de Tibériade. Elle comporte une population de 6000 Juifs et 4000 Arabes. La bataille de pour la ville commence le 10 avril par un bombardement au mortier effectué par la Haganah. Le 12 avril, les premiers faubourgs tombent et dans la nuit du 16 au 17 avril des unités de la Golani et du Palmach entrent dans la vieille ville. La ville tombera complètement les jours qui suivent. La habitants arabes qui n’ont pas fui sont en partie évacués par les Britanniques. Yoav Gelber souligne que la même proposition faite aux Juifs de Safed avait été refusée par ces derniers.

### Haïfa
L’attaque de Haïfa est brève. Dans la nuit 20 au 21 avril, les éclaireurs juifs constatent que les Britanniques abandonnent leur position dans la ville et se retranchent aux alentours du port. La nuit suivante la brigade Carmeli passe à l’offensive et occupe les différentes positions abandonnées par les Britanniques. La communauté arabe oppose une faible défense et le responsable irakien de l’Armée de libération arabe "quitte la place pour rapporter des événements" à Beyrouth. Le Général britannique Stockwell intervient le 22 au matin comme médiateur et reçoit la reddition arabe le 23 avril tout en ayant signifié aux dirigeants arabes réclamant sa protection qu’il ne combattrait pas les Juifs. 40 000 arabes (musulmans et chrétiens) quitteront la ville les jours qui suivront. Quand les autorités de Londres apprennent les événements, le Ministre des Affaires Étrangères Ernest Bevin et le Ministre de la Défense Alexander se plaignent à l’État-Major de la passivité de Stockwell dans la crise,.

### Jaffa
À la suite de la victoire de la Haganah à Haïfa, Jaffa est attaquée par l’Irgoun le 27 avril. Les forces de l’Armée de libération arabe résistent aux assaillants. De plus, à la suite des incidents de Haïfa, les Britanniques interviennent et menacent les Juifs de représailles s’ils ne stoppent pas leur offensive. À la suite de rumeurs de renforcement de l’Armée de libération et d’intervention de la Légion arabe, Yigal Yadin lance l’opération Hametz visant à encercler la ville. Les Britanniques réagissent en bombardant les positions de l’Irgoun ce qui met un terme à l’offensive. La ville ne tombera que le 13 mai à la suite du départ des Britanniques mais dans la foulée, entre 50 000 et 60 000 arabes supplémentaires se seront enfuis,.

### Safed

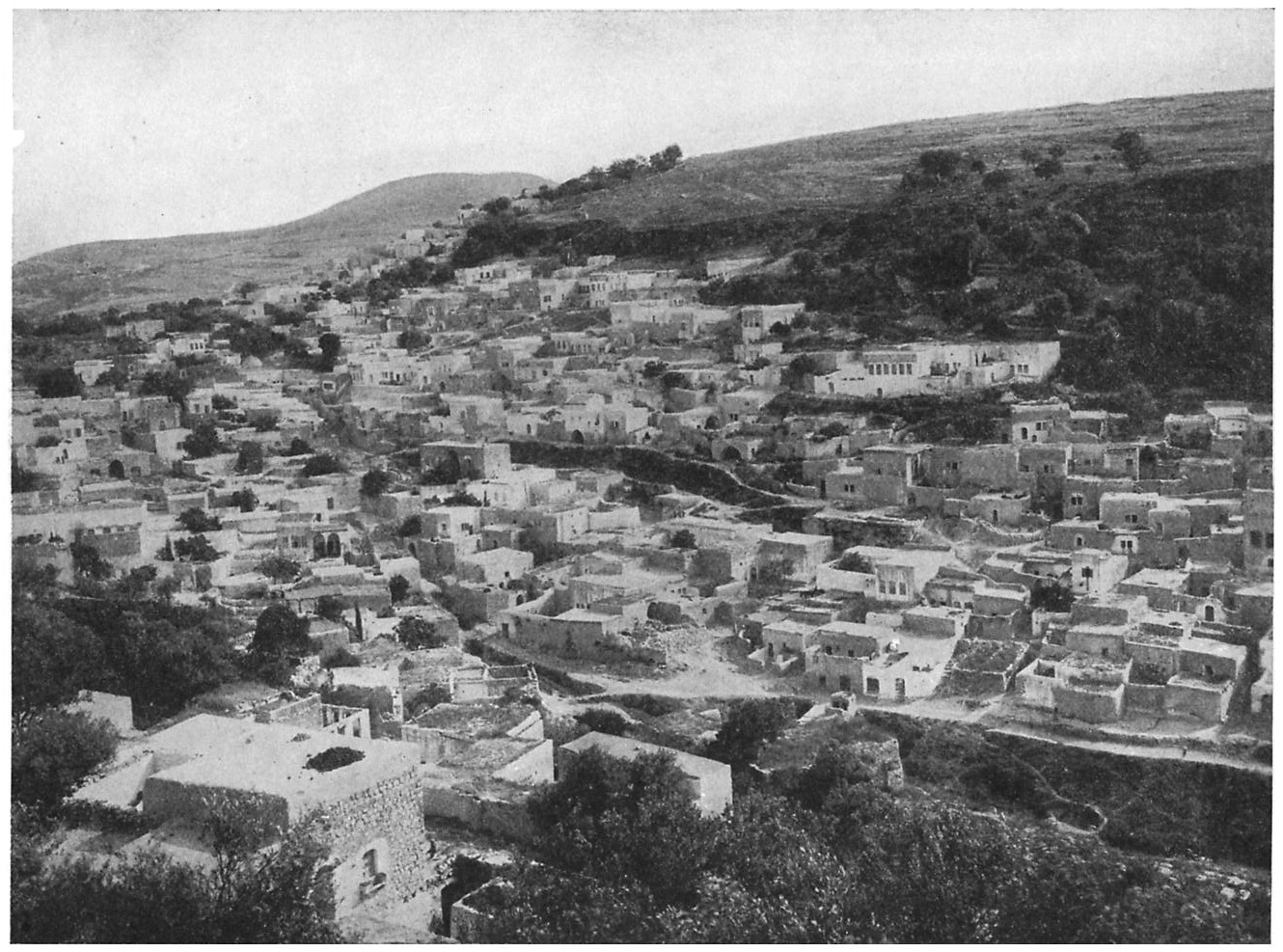
Quartier arabe de Safed (1908)

Safed compte une population comprise entre 10 000 et 12 000 Arabes pour 1500 Juifs. Le 16 avril, les Britanniques évacuent la ville et des combats éclatent entre miliciens des deux camps. Le 21 avril, à la suite de l’exode de Tibériade, Yigal Allon recommande d’y lancer des opérations dans le cadre du Plan Daleth. Ses recommandations sont suivies et l’opération Yiftach lancée en Haute-Galilée. Les villages de la région sont attaqués à partir du 1er mai par la brigade Yiftach. Le soir du 9 mai, Safed est bombardée au mortier. Malgré le support de l’artillerie de l’Armée de libération arabe, ils ne tiennent pas la place et la ville tombe le lendemain. La totalité des habitants Arabes s’enfuient et le 11 mai, les troupes du Palmach sécurisent la zone. La défaite est attribuée par les miliciens arabes à la défection de leurs chefs dès le début de la bataille.

### Beisan (ou Beit Shean)
Beit Shean est une ville arabe de 5 000 habitants située dans la vallée du Jourdain. La ville est considérée comme un point d’entrée probable des troupes arabes le 15 mai. Elle fait également partie des villes que Yigal Allon a conseillé de prendre et d’en pousser les habitants à la fuite. Le 28 avril, la brigade Golani prend le contrôle d’un camp britannique proche de la ville qui vient d’être évacué à la suite de quoi l’Armée de libération arabe renforce la ville avec 150 à 200 irréguliers. Le 4 mai, une délégation de colons de la vallée du Beisan et de la vallée de Jezreel, supportés par Yossef Weiz, se rend à Tel-Aviv pour convaindre les autorités d’en chasser les habitants arabes car la Légion arabe aurait pénétré la ville et serait en train de la renforcer. Dans la nuit du 10 au 11 mai, la brigade Golani prend deux villages des faubourgs et commence la nuit suivante à bombarder la ville. Dès le lendemain, les Arabes demandent un cessez-le-feu qui est accepté par la Haganah. Cette dernière exige l’évacuation des miliciens qui se trouvent dans la ville. Les autorités arabes demandent des instructions de Naplouse ou Jénine mais entretemps, les troupes de l’Armée de libération arabe et la majorité des habitants s’enfuient vers la Transjordanie. Les 1 000 ou 1 200 habitants restant se rendent. Initialement ravitaillés, ils seront expulsés à l’approche du 15 mai.

### Acre
Acre est une ville comprenant entre 10 000 et 12 000 habitants qui a été attribuée à la partie arabe par le Plan de partition. Aux alentours du 6 mai, elle ne compte néanmoins que 8 000 habitants à la suite des différentes vagues de l’exode palestinien. Les autorités locales redoutent fortement une attaque des Juifs. L’aqueduc alimentant la vile est empoisonné avec le germe de la typhoïde. Le 11 mai, le maire quitte la ville et le commandant de la milice locale, Yunis Naf’a annonce sa volonté de vouloir faire de même. Le 13 mai commence l’opération Ben-Ami dans l’ouest de la Galilée et le 14 mai, Yunis Naf’a s'enfuit par bateau avec ses troupes. La brigade Carmeli prend la ville le 17 mai. À leur entrée, la ville a été ravagée et les 5 000 habitants restant sont pour la plupart des réfugiés venant de Haïfa. Les mois qui suivirent, les autorités sionistes débattirent de l’option du transfert de ces gens vers Jaffa, voire de leur expulsion, mais Bechor Shalom Shitrit, le ministre des Affaires des minorités s’y opposa formellement.

## Conséquences
Les événements dans les centres urbains ont entraînés un exode de près de 100 000 personnes jusqu'en mars., soit près du tiers du total de l’exode palestinien de la guerre de 1948.
La prise de contrôle des villes mixtes par les forces juives leur a permis de garantir une continuité territoriale offrant un front continu aux armées arabes entrant en Palestine le 15 mai 1948 sans avoir à se soucier de la présence d’une éventuelle cinquième colonne.[réf. nécessaire]
À la suite du non retour des réfugiés palestiniens après la guerre, Israël s’est retrouvé avec une minorité arabe bien plus petite que celle prévue par le Plan de partage et qui selon certains mettait en péril la viabilité de l’État juif.[réf. nécessaire]